# Batterie redox al vanadio
La batteria redox al vanadio nella forma attuale (con elettroliti ad acido solforico) fu brevettata dall'Università del Nuovo Galles del Sud (Australia) nel 1986. Si tratta di un tipo di batteria di flusso ricaricabile che utilizza coppie redox di vanadio in entrambe le semicelle, in modo da eliminare problemi di contaminazione dovuti alla diffusione di ioni attraverso la membrana. L'uso di coppie redox di vanadio in batterie a flusso era già stato suggerito in precedenza da Pissoort, da ricercatori della NASA e da Pellegri e Spaziante nel 1978,, ma la prima dimostrazione riuscita e il primo sviluppo commerciale si devono a Maria Skyllas-Kazacos e collaboratori all'Università del Nuovo Galles del Sud nel 1980. 
La batteria redox al vanadio sfrutta la capacità del vanadio di esistere in soluzione in quattro diversi stati di ossidazione; in questo modo si può fare una batteria con un solo elemento elettroattivo anziché due. I vantaggi principali della batteria redox al vanadio sono che si può ottenere una capacità pressoché illimitata semplicemente usando serbatoi grandi a piacere, la si può lasciare completamente scarica per lunghi periodi senza effetti avversi, la si può ricaricare semplicemente sostituendo l'elettrolita se non è disponibile altra fonte di energia per ricaricarla, e non c'è nessun danno permanente se i due elettroliti sono accidentalmente mescolati. Gli svantaggi principali di questa tecnologia sono un rapporto energia/volume relativamente basso, e un sistema di complessità maggiore dei classici accumulatori.

## Funzionamento

Schema di una batteria a flusso al vanadio

Una batteria redox al vanadio consiste in un insieme di celle elettrochimiche dove i due elettroliti sono separati da una membrana a scambio protonico. Entrambi gli elettroliti si basano sul vanadio: l'elettrolita nella semicella positiva contiene ioni VO2+ e VO2+, mentre quello nella semicella negativa contiene ioni V3+ e V2+. Gli elettroliti si possono preparare in vari modi, ad esempio per dissoluzione elettrolitica del pentossido di vanadio (V2O5) in acido solforico (H2SO4). La soluzione utilizzata rimane fortemente acida. Nelle batterie a flusso al vanadio le due semicelle sono inoltre collegate a serbatoi di riserva contenenti un volume molto grande di elettrolita, che viene fatto circolare attraverso la cella con apposite pompe. Questa circolazione di elettroliti liquidi richiede un certo ingombro, e limita la possibilità di utilizzo delle batterie a flusso al vanadio in applicazioni mobili, di fatto confinandole a grosse installazioni fisse. Tuttavia, una ditta si è interessata di applicazioni su veicoli elettrici, sostituendo la soluzione elettrolitica per una rapida ricarica della batteria.
Quando la batteria è in fase di carica, nella semicella positiva il vanadio è ossidato trasformando VO2+ in VO2+. Gli elettroni rimossi vengono portati alla semicella negativa dove riducono il vanadio da V3+ a V2+. Durante l'utilizzo il processo avviene in senso opposto, e si ottiene un voltaggio di 1,41 V a 25 °C a circuito aperto.
Le batterie a flusso al vanadio hanno altre utili proprietà: hanno una risposta molto rapida a variazioni di carico, e possono resistere a fortissimi sovraccarichi. Studi effettuati all'Università del Nuovo Galles del Sud hanno mostrato che queste batterie possiedono un tempo di risposta inferiore a mezzo millisecondo per una variazione di carico del 100%, e resistono a sovraccarichi del 400% per 10 secondi. Il tempo di risposta è limitato principalmente dal sistema elettrico. L'efficienza complessiva in applicazioni pratiche è circa 65-75%.
Le batterie redox al vanadio di seconda generazione (vanadio/polialogeno) potrebbero all'incirca raddoppiare la densità di energia e ampliare l'intervallo di temperatura di utilizzo.

## Densità di energia
Le batterie redox al vanadio attualmente prodotte raggiungono una densità di energia di circa 25 Wh/kg di elettrolita. Ricerche più recenti all'Università del Nuovo Galles del Sud indicano che usando inibitori di precipitazione la densità di energia può crescere a circa 35 Wh/kg, e valori più elevati si possono raggiungere controllando la temperatura dell'elettrolita. Questa densità di energia è piuttosto bassa se confrontata a quella di altre batterie ricaricabili come quella al piombo (30-50 Wh/Kg) e agli ioni litio (110-160 Wh/Kg).

## Applicazioni
Le batterie redox al vanadio possono raggiungere capacità elevatissime, rendendole adatte a grossi impianti di immagazzinamento di energia, dove possono servire a mediare la capacità produttiva di sorgenti energetiche molto variabili come sistemi eolici o solari, o per far fronte a improvvise richieste di corrente. Sono caratterizzate da un tempo di risposta estremamente veloce e quindi sono adatte a gruppi di continuità (detti anche UPS, dall'Inglese Uninterruptible Power Supply), dove possono sostituire batterie al piombo e generatori diesel.

### Installazioni
Alcune installazioni operanti di batterie al vanadio sono:
- Un sistema UPS da 1,5 MW in una fabbrica di semiconduttori in Giappone
- Un compensatore d'uscita da 275 kW in un impianto eolico nelle Tomari Wind Hills presso Hokkaidō (Giappone)
- Un compensatore d'uscita da 200 kW, 800 kWh nella fattoria eolica di Huxley Hill sull'isola King (Tasmania)
- Un livellatore di carico da 250 kW, 2 MWh in uso a Castle Valley, Utah (U.S.A.)
- Una batteria a flusso da 12 MWh sta per essere installata nella fattoria eolica di Sorne Hill, Donegal (Irlanda).